# Bodhicitta
Le bodhicitta (sanskrit : बोधिचित्त) ou esprit d'Éveil (bodhi : éveil ; citta : cœur-esprit) est l'aspiration et l'engagement à atteindre l'Éveil, ou bouddhéité, afin d'y amener tous les êtres sensibles, et ainsi les libérer de la souffrance inhérente (duhkha) à l'existence cyclique (Saṃsāra). Celui qui engendre cette motivation et qui en fait les vœux formels (praṇidhāna) est appelé bodhisattva, littéralement: être d'Éveil, souvent traduit par héros pour l'Éveil. 
Le bodhicitta et le bodhisattva, son corollaire, sont au cœur de la pensée bouddhiste, particulièrement dans le mahāyāna et le vajrayāna; à tel point qu'ils justifient l'appellation « bodhisattvayāna », véhicule du bodhisattva, souvent donné au mahāyāna.
Lojong (« l'entraînement de l’esprit » en tibétain) est une pratique permettant de développer le bodhicitta.
L'actuel dalaï-lama en dit : « Cet esprit d’Éveil transforme toutes les actions bénéfiques en un véritable catalyseur permettant l’émergence de la bouddhéité. […] Dans l’océan des pratiques qui mènent à la bouddhéité, le bodhicitta agit comme un raz-de-marée ».

## L'aspiration et l'engagement

### Distinction
On reconnait tout d'abord :

le bodhicitta d'aspiration, par la pratique des quatre Incommensurables (brahmavihāras), ou sentiments aimants spiritualisés que sont la bienveillance, la compassion, la joie sympathisante et l'équanimité.  
Ces sentiments sont «irradiés» envers l'univers entier, et peuvent être maintenus tout au long de la journée. On aspire à ce que les autres en nombre infini partout dans l'univers connaissent le bien-être et la félicité suprême; et on leur souhaite le plein Éveil parfait et incomparable. Notre esprit se focalise donc sur leur Éveil, et pas seulement sur le nôtre. Notre conscience des autres et notre empathie s'accroissent ainsi. 
L'autre grande technique se nomme donner-recevoir (tonglen en tibétain) ou encore égalisation et échange de soi-même avec autrui: Sur l'inspiration, on prend sur soi avec compassion la souffrance d'autrui, une personne précise ou le monde entier; sur l'expiration, on redonne de la bienveillance et de la paix. Cela permet de faire passer progressivement les autres avant nous-mêmes.
On distingue ensuite :
le bodhicitta d'application ou d'engagement, par la pratique actualisante[pas clair] des six, ou dix, perfections de vertu, les pāramitās. Cet exercice de vigilance justifie quant à lui l'appellation de « pāramitāyāna » souvent donnée au grand véhicule.

### Métaphore
Shantideva explique dans son Bodhicaryāvatāra la relation entre le bodhicitta d'aspiration et le bodhicitta d'engagement par la métaphore du désir de voyage et le voyage lui-même: 
« En résumé, l'esprit d'Éveil
Doit être connu comme ayant deux aspects :
L'esprit d'aspiration à la plénitude
Et l'esprit d'engagement vers la plénitude.

Leur différence est la même que celle qui sépare 
Le désir de partir et la mise en route.
Les sages comprennent ainsi 
Leur spécificité respective. »(§15-16, I)
Pour partir en voyage, il faut avoir nourri au préalable le désir ou le souhait de partir quelque part en voyage. Il faut avoir fait ses plans de voyages et pris ses dispositions. C'est une étape nécessaire sans laquelle il n'y aurait pas de voyage. Similairement, aspirer de tout son cœur et y entraîner son esprit est un préalable absolument nécessaire à l'action proprement dite pour le bien des êtres. Cette distinction est importante pour Shantideva afin de mettre en valeur la motivation intérieure. Certes c'est l'engagement qui est le plus important et le plus significatif, et Shantideva le reconnaît volontiers: "Quoique de grands fruits naissent dans le samsâra de l'esprit qui aspire à l'Éveil, il ne suscite pas un flot ininterrompu de bienfaits comme l'esprit d'engagement" .Mais Shantideva sait aussi que l'intention compte aussi énormément dans la mesure où l'intention précède systématiquement l'action. Il est donc important de travailler en profondeur sur nos intentions dans la méditation, afin que nos actions se mettent progressivement à refléter d'elles-mêmes les qualités de l'Éveil et les perfections du bodhisattva, ce qui ouvre notre existence à une perception vaste et illimitée:
« Dès l'instant où l'on a parfaitement saisi cet esprit,
Avec la pensée de ne pas s'en détourner,
Afin de libérer entièrement 
Les êtres des mondes infinis, 
Dès ce moment, 
Même dans le sommeil ou l'inattention, 
De multiples façons, la force de mérites
Pareils à l'espace s'écoule sans interruption»(§18-19, I)
| Vertu Ordre et traductions classiques | Vertu Ordre et traductions classiques | Variantes                                               |
| ------------------------------------- | ------------------------------------- | ------------------------------------------------------- |
| Dāna                                  | Générosité                            | Don, particulièrement du Dharma                         |
| Śīla                                  | Moralité                              | Discipline éthique, Intégrité, Observance des préceptes |
| Kṣānti                                | Patience                              | Tolérance, Détachement                                  |
| Vīrya                                 | Effort                                | Vigueur, Diligence, Résolution, Persévérance            |
| Dhyāna                                | Méditation                            | Concentration, Absorption, Contemplation                |
| Prajñā                                | Sagesse                               | Discernement, Intelligence intuitive                    |

## Le relatif et l'absolu
On distingue aussi le bodhicitta absolu et le bodhicitta relatif, à mettre respectivement en correspondance avec les Deux Réalités, absolue ou ultime, et relative ou conventionnelle. « Réalité absolue », (paramārtha-satya), désigne les phénomènes tels qu'ils sont essentiellement, par opposition à la « réalité relative » (saṃvṛti-satya), qui désigne alors les phénomènes tels qu'ils apparaissent et fonctionnent « réalistement » au niveau pragmatique. Le Lojong contient un entraînement de l'esprit aux deux bodhicittas. Ces deux bodhicittas agissent à partir de chacun de ces deux points de vue :
Dans la perspective ultime, notre ignorance manifeste ou projette la nature-de-bouddha en tant qu'univers d'objets autonomes et substantiels. Cette substantialité projetée est imaginaire, identique au rêve, c'est là sa vacuité, que le bodhisattva s'entraîne à reconnaître. Cependant rien n'apparaît en un «dehors» fictif de la grande perfection primordiale (dzogchen). On doit donc considérer que l'univers, cette vie, est encore un moyen habile (upāya) par lequel notre nature essentielle se représente à nous, et tente avec compassion de nous ramener à nous-même, à notre authentique destin, l'Éveil. 
Cette compassion inhérente à toute manifestation est le bodhicitta absolu. Lorsqu'elle se déploie à travers l'activité imparfaite et dualiste d'un bodhisattva, c'est le bodhicitta relatif. Cependant le bodhisattva peut œuvrer directement en harmonie avec le bodhicitta absolu, le canaliser pour ainsi dire, dès qu'il a clairement perçu et intégré les sagesses de la vacuité et de la non-dualité. La pratique du bodhicitta absolu est donc cet entrainement à la reconnaissance de la vacuité, méditation conceptuelle et analytique dans un premier temps, puis non verbale et intuitive dans un second temps, en « demeurant dans l'état naturel de l'esprit » où la prajñā peut dévoiler la nature de la réalité.

## L'union des bodhicitta
Lorsque cette compréhension sature complètement les perceptions quotidiennes, on parle alors d'union des bodhicittas, absolu et relatif. On dit aussi que ce bodhisattva a dépassé les phases préliminaires et atteint la première terre, ou étape de sa vocation, appelée Grande Joie. On l'appelle alors un Ārya Bodhisattva, où ārya, noble, signifie plutôt sublime.
Parmi les textes traitant du bodhicitta et du bodhisattva on retrouve le Bodhicaryāvatāra de Śāntideva et Trente-sept stances sur la pratique des Bodhisattvas de Gyalsé Togmé Zangpo, de la tradition Sakya :

« 11. Toute souffrance provient du souhait de son seul bonheur.

Les parfaits Bouddhas sont nés de l'intention d'aider les autres.

Alors donc, échangez votre propre bonheur

Pour les souffrances des autres -

Ceci est la pratique des bodhisattvas. » [...]

« 16. Même si une personne dont vous avez pris soin

Comme de votre propre enfant, vous traite maintenant en ennemi,

Chérissez-la plus spécialement encore, comme une mère

Le fait pour son enfant, affligé de maladie -

Ceci est la pratique des Bodhisattvas. » [...]

« 20. Tant que l'ennemi qu'est votre propre colère reste insoumis, 

Bien que vous vainquiez des adversaires extérieurs, ils ne vont que se multiplier.

Alors donc, avec les milices de la bienveillance et de la compassion

Subjuguez votre propre esprit -

Ceci est la pratique des Bodhisattvas. » [...]

« 22. Quoi que ce soit qui apparaisse est votre propre esprit.

À jamais sa nature est libre et au-delà des élaborations extrêmes. 

Comprenant cette nature [non duelle], ne concevez pas

Un objet et un sujet [réellement existants]. 

Ceci est la pratique des Bodhisattvas. » 

« 23. Lorsque vous rencontrez des objets attrayants,

Considérez-les comme de la même beauté

Que les arcs-en-ciel en été, dénués de substance,

Et lâchez prise sur tout attachement -

Ceci est la pratique des Bodhisattvas. » 

« 24. Les diverses souffrances sont comme la mort de son enfant en rêve.

Tenir ces apparences illusoires pour réelles vous épuise en vain.

Alors donc, lorsque vous rencontrez des circonstances adverses,

Abordez-les comme des illusions -

Ceci est la pratique des Bodhisattvas. »

Ngulchu Gyalsas Thogmed Zangpo (1295-1369)

## Bodhicitta dans le Theravāda
Le bouddhisme theravāda ne reconnaît pas le concept de bodhicitta : le terme n'apparaît jamais dans le Tipitaka. Certains commentateurs voient dans « l'esprit lumineux » qu'évoque le Canon pâli une référence au bodhicitta :
Cet esprit est lumineux, ô Moines, et il est libéré des souillures adventices (Anguttara Nikaya, I, 6, 1-2)
Ajahn Brahm indique qu'il ne s'agit pas ici d'une référence à un quelconque « esprit originel », mais à un esprit libéré des cinq empêchements, « lumineux » parce qu'il est vu au travers du nimitta.

## La dhāraṇī de la formation du vœu de la réalisation de l'Éveil
ॐ बोधिचित्तमुत्पदयामि!
Oṃ bodhicittam utpadayāmi!